# Apostolische Kanzlei
Die Apostolische Kanzlei (lateinisch Cancellaria Apostolica, italienisch Cancelleria Apostolica, deutsch auch Päpstliche Kanzlei) war das älteste Dikasterium der Römischen Kurie, das als Verwaltungsbehörde des Papstes fungierte. Sie wurde 1198 von Papst Innozenz III. eingerichtet, ihre Vorgeschichte reicht jedoch vermutlich bis in das 4. Jahrhundert zurück. Bis zum 15. Jahrhundert stellte sie die einzige Stelle dar, die Apostolische Schreiben ausfertigen und Rechtsakte des Papstes beurkunden durfte. Pius X. übertrug ihre Aufgaben 1908 anderen Stellen der Kurie, endgültig aufgehoben wurde sie 1973 von Papst Paul VI.

## Vorgeschichte
Als infolge des Toleranzedikts des Galerius von 311 und der Mailänder Vereinbarung von 313 das Christentum im Römischen Reich zur religio licita („erlaubte Religion“) wurde, ergab sich die Notwendigkeit, eine Stelle einzurichten, die den umfangreichen Schriftverkehr des Bischofs von Rom bearbeitete und dessen Schreiben beglaubigte. Die Frühgeschichte der späteren Kanzlei (scrinium genannt) ist nur in Umrissen bekannt. Immerhin waren mehrere Päpste in der Lage, auf Schreiben ihrer Vorgänger zurückzugreifen, was für eine geordnete Archivführung spricht. Unter Gregor dem Großen sind zahlreiche päpstliche Notare nachweisbar, die unter der Leitung eines primicerius Urkunden und Briefe im Namen des Papstes verfassten und das Briefregister Gregors führten. Die Notare bildeten auch eine eigene Korporation (eine schola). Ab dem achten Jahrhundert ist die Doppelbezeichnung notarii et scriniarii häufig belegt.
Ab dem 11. Jahrhundert führte dessen Vorsteher der Kanzlei statt primicerius den Amtstitel bibliothecarius et cancellarius; der Titel cancellarius ist erstmals 1005 nachgewiesen. Jünger ist der Abstraktbegriff cancellaria, der erstmals 1167 auftaucht. Dieser Begriff bezeichnete daneben den Vorgang des cancellariam tenere („Kanzlei halten“), mit dem die Beratungen der Notare über die Endgestalt einer Urkunde und deren Besiegelung bezeichnet wurde.

## Geschichte

### Vom 12. bis zum 15. Jahrhundert
Noch bis ins 13. Jahrhundert entschied der Papst in vielen Fällen persönlich über die Gewährung und den Inhalt von rechtswirksamen Urkunden. Ab dem 14. Jahrhundert beschränkten die Päpste sich auf die Genehmigung der Ansuchen (Suppliken), mit der Ausfertigung der Urkunden war nun die Kanzlei befasst. Aufgrund seiner Vollgewalt konnte der Papst allerdings jederzeit Vorgänge an sich ziehen und Entscheidungen treffen.
Im Laufe des 13., 14. und 15. Jahrhunderts durchlief die Apostolische Kanzlei einen Prozess der Entwicklung und inneren Differenzierung. Es bildeten sich die Kollegien der Protonotare (so seit der Mitte des 15. Jahrhunderts genannt), der Skriptoren (Schreiber, belegt ab der zweiten Hälfte des 13. Jahrhunderts), der Abbreviatoren, der registratores und der bullatores heraus, eine Abteilung für die Korrektur (corrector litterarum apostolicarum) trat hinzu. Eine Reihe von sehr genauen Vorschriften, die Regulae Cancelleriae Apostolicae, bestimmten die Handlungen der Beamten in der Apostolischen Kanzlei. Ein Regens oder „Leutnant“ unterstützte seit dem 14. Jahrhundert den Kardinalvizekanzler.
Am Ende des 15. Jahrhunderts stellte sich die Apostolische Kanzlei als mehrgestaltige Organisation dar. Das Kollegium der Skriptoren war zum einen ein Dikasterium der Kurie, über das der Kardinalvizekanzler Weisungsbefugnisse und Disziplinarhoheit hatte. Schreiber konnten erst nach einer Prüfung durch den Vizekanzler angestellt werden, sie mussten im Regelfalle Kleriker sein, allerdings genügten hierzu die niederen Weihen. Daneben waren sie als eine Korporation ähnlich den mittelalterlichen Gilden und Zünften verfasst, die ihre inneren Angelegenheiten selbst regelte und deren Mitglieder auch auf eigene Rechnung für private Auftraggeber tätig werden konnten. Schließlich bildete das Schreiberkollegium auch eine religiöse Bruderschaft. Brigide Schwarz fasst es so zusammen: „Einerseits stehen sie in einem Angestelltenverhältnis zur Kurie, andererseits sind sie als Pächter eines Monopols aufzufassen, das ihnen auch noch im 14. Jahrhundert garantiert wird.“ Allerdings führte die Organisation in einer Korporation auch zur Ausbeutung der Klienten und zur Käuflichkeit und Verkäuflichkeit der Ämter (officia venalia vacabilia), wodurch das Papsttum und die Kurie im 15. und beginnenden 16. Jahrhundert stark an Ansehen einbüßte.
Neben den Aufgaben, die mit der Ausfertigung von päpstlichen Urkunden verbunden waren, gehörte zum Geschäftsbetrieb der Apostolischen Kanzlei auch die Führung der Register über solche Urkunden.

### Vom 16. bis zum 18. Jahrhundert
Mit der Bulle Etsi ad singula von Papst Clemens VII. (5. Juli 1532) wurde der Titel eines Vizekanzlers der Heiligen Römischen Kirche denjenigen Kardinälen verliehen, die zu Kardinalpriestern der Titelkirche San Lorenzo in Damaso kreiert wurden. Diese Kirche ist noch heute Bestandteil des Palazzo della Cancelleria, in dem die Apostolische Kanzlei ab dem Ende des 15. Jahrhunderts ihren Sitz hatte.
Von Papst Alexander VI. wurde mit der Bulle In eminenti Apostolicae Sedis (22. September 1500) das Amt eines Summators der Apostolischen Kanzlei geschaffen, das Pius V. mit der Bulle Pontifice dignum est (24. Juni 1570) einem Kardinal vorbehielt. Von Alexander VIII. wurde dieses Amt durch die Bulle Creditae Nobis divinitus vom 15. März 1690 wiederum mit dem des Vizekanzlers der Römischen Kirche vereinigt, wobei der Papst diesem einen Vize-Summator (subsummator) zur Seite stellte.
Die Bedeutung der Apostolischen Kanzlei nahm gegen Ende des 16. Jahrhunderts mit der Schaffung des Sekretariats der Breven, insbesondere aber mit der Errichtung von Kardinalskongregationen, deutlich ab. Ihre Tätigkeit beschränkte sich nunmehr auf die Abfassung von Bullen (litteræ apostolicæ sub plumbo). Mit dem päpstlichen Schreiben Decet Romanum Pontificem vom 28. Juni 1689 legte Clemens XII. den Aufgabenbereich der Apostolischen Kanzlei eng hierauf fest.

### 19. und 20. Jahrhundert
Papst Pius VII. hob für die Päpstlichen Kanzlei die officia vacabilia auf und schränkte die Kompetenzen der Kanzlei weiter ein. Leo XIII. schließlich schaffte mit motu proprio vom 4. Juli 1898 sowie einem Chirograph vom 11. Juni 1901 sämtliche officia vacabilia in der Kurie ab. Mit der Konstitution Sapienti consilio erneuerte Pius X. das Amt des Kanzlers der Römischen Kirche und hob zugleich das Kollegium der Abbreviatoren zugunsten der Apostolischen Protonotare auf. Als einzige Form der Expedition von Urkunden ließ er diejenige per viam Cancellariae zu. Die Konstitution Regimini Ecclesiae apostolicae Pauls VI. vom 15. August 1967 bestätigte die Aufgabe der Päpstlichen Kanzlei zur Expedition bedeutsamer päpstlicher Rechtsakte sub plumbo und wies ihr die Ausstellung von Apostolischen Breven zu.
Mit dem Motu proprio Quo aptius vom 27. Februar 1973 hob Paul VI. die Apostolische Kanzlei vollständig auf und übertrug ihre Aufgaben und Befugnisse dem Staatssekretariat.